# Carlos Reinoso
Carlos Enzo Reinoso Valdenegro (7 de març de 1945) és un exfutbolista xilè.

## Selecció de Xile
Va formar part de l'equip xilè a la Copa del Món de 1974. Pel que fa a clubs, jugà a l'Audax Italiano a Xile i al Club América a Mèxic. Posteriorment fou entrenador a diversos clubs mexicans.